# Bendeleben Mountains
Die Bendeleben Mountains sind eine 85 km lange Bergkette im Zentrum der Seward-Halbinsel im Nordwesten von Alaska.

## Lage
Die Bendeleben Mountains verlaufen in Ost-West-Richtung und bilden die Wasserscheide zwischen dem Einzugsgebiet des Fish River im Süden und
den Einzugsgebieten von Kuzitrin River und Koyuk River im Norden sowie dem Tubutulik River im Osten. Das Gebirge reicht im Westen bis zum Quellgebiet des Niukluk River, im Osten bis zum Death Valley, das über den Tubutulik River nach Süden entwässert wird. Im Südosten bildet der Oberlauf des Windy Creek, linker Nebenfluss des Telephone Creek, den Übergang zu den Darby Mountains. Mit dem 1133 m hohen Mount Bendeleben erreichen die Bendeleben Mountains im Westen ihre größte Höhe. 
Das Gebirge besteht im Wesentlichen aus Granit und waren während der letzten Kaltzeiten vergletschert. Durch die Gletscher wurden sie zu Rundhöckern erodiert. 
Untergliedert werden die Bendeleben Mountains von den nach Süden gerichteten Flusstälern des Niukluk River, des Pargon River und des Boston Creek, die nach Süden fließen und in den Fish River münden. Der Fish River entspringt im Osten der Bendeleben Mountains und entwässert nach Südwesten in den Norton Sound, eine Bucht des Beringmeers. Am Fuße der Nordflanke befindet sich der Kuzitrin Lake. Der westliche Teil der Nordflanke der Gebirgskette wird vom Kuzitrin River nach Westen entwässert, der östliche Teil der Nordflanke vom Koyuk River nach Osten.
Die Böden sind Dauerfrostböden. Die Vegetation ist geprägt von arktischen Zwergsträuchern.

## Namensgebung
Benannt wurden die Bendeleben Mountains nach Ottfried von Bendeleben, der 1866 als Teilnehmer und späterer Leiter der Western Telegraph Expedition weite Teile der Seward-Halbinsel erstmals kartografisch darstellte. Da Ottfried von Bendeleben seine Jugend in der Thüringer Ortschaft Bendeleben verbrachte, besteht ein Bezug zwischen der Gebirgskette und dem Dorf.

## Berge
Im Folgenden eine Liste von Erhebungen der Bendeleben Mountains:
- Mount Bendeleben 1133 m (⊙)
- Mount Boyan      906 m (⊙)